# Pajusaari (ö i Kajanaland, Kehys-Kainuu)
Pajusaari är en halvö i Finland. Den ligger i sjön Joutenjärvi och i kommunen Suomussalmi i den ekonomiska regionen  Kehys-Kainuu  och landskapet Kajanaland, i den centrala delen av landet, 600 km norr om huvudstaden Helsingfors.